# Coatepantli

Parti av tempelpyramiden Tenayuca. Foto 1932 av Sigvald Linné.

Coatepantli, betyder "ormvägg" eller "mur av ormar" på uto-aztekiskt språket Nahuatl, och är ett arkitektoniskt motiv med skulpturer eller relieffer av ormar, runt ceremoniella byggnader inom de mesoamerikanska kulturerna. Dessa murar separerade byggnader av ceremoniell art från andra typer av byggnader och antas ofta vara tillägnade Quetzalcoatl. Exempel på dessa ormväggar kan ses vid Tollan-Xicocotitlan (det forntida Tula), Tenayuca, Mayor templet (Stora pyramiden i Tenochtitlan) och Tlatelolco.